# La Bolduc
Pour les articles homonymes, voir Mary Travers, Travers et Bolduc.
Mary Travers, dite La Bolduc, est une auteure-compositrice-interprète québécoise née le 4 juin 1894 à Newport, en Gaspésie, et morte le 20 février 1941 à Montréal. Musicienne autodidacte, considérée comme la première auteure-compositrice-interprète du Québec, elle a connu un succès phénoménal auprès du public québécois et la consécration par le biais du disque.
La Bolduc, de par son style à cheval entre le folklore et la modernité, a donné à la chanson québécoise des années 1920-1930 un vent de fraîcheur en plein cœur de la Grande Dépression, en racontant le quotidien des petites gens de la ville et des campagnes, et ce, dans la langue du peuple, tant avec optimisme (Ça va venir, découragez-vous pas, Nos braves habitants) qu'avec ironie (Toujours l'R-100, Les Médecins).

## Biographie

### Enfance et formation
Mary-Rose-Anne Travers naît le 4 juin 1894 à Newport, en Gaspésie, au Québec,,, au sein d'une famille pauvre et catholique. La famine, qui sévit en 1886, laissa des traces à travers la région, causant la pauvreté dans plusieurs familles. Mary était l'une des six enfants de Lawrence Travers, de souche irlandaise, et d'Adéline Cyr, une Canadienne française. Leur maison abritait également les six autres enfants de Lawrence, issus d'un premier mariage. En effet, le 5 novembre 1878, le père de Mary avait épousé en premières noces Mary Ann Murray, également Irlandaise, avec qui il eut six enfants, tous anglophones. Mary Ann décéda peu de temps après l'accouchement de son dernier enfant. C'est le 26 janvier 1891 qu'il épousa la mère de Mary, Adéline Cyr. Ensemble, ils eurent plusieurs enfants : Edmond, Mary, Adéline, Agnès, Joseph-Claire, morte à l'âge de 4 ans, et Thomas.
On sait peu de choses sur l'enfance de Mary Travers. Mais dans cette petite maison de campagne, comme dans la plupart des familles, les enfants allaient à l'école, apprenaient le catéchisme et aidaient leurs parents à accomplir les tâches domestiques. À l'époque, les filles étaient formées aux tâches traditionnellement féminines, à savoir les tâches ménagères, la cuisine ou encore la couture. Mary, qui avait une grande capacité physique, aidait également son père à travailler dans la forêt. Ce dernier dut abandonner son métier de pêcheur après la famine de 1886 et se retrouva journalier. Mary apprit à chasser, poser des collets à lièvres et ramasser le bois. À travers ces promenades dans le bois, elle développa un sens d'observation unique qu'elle utilisera plus tard dans ses chansons.

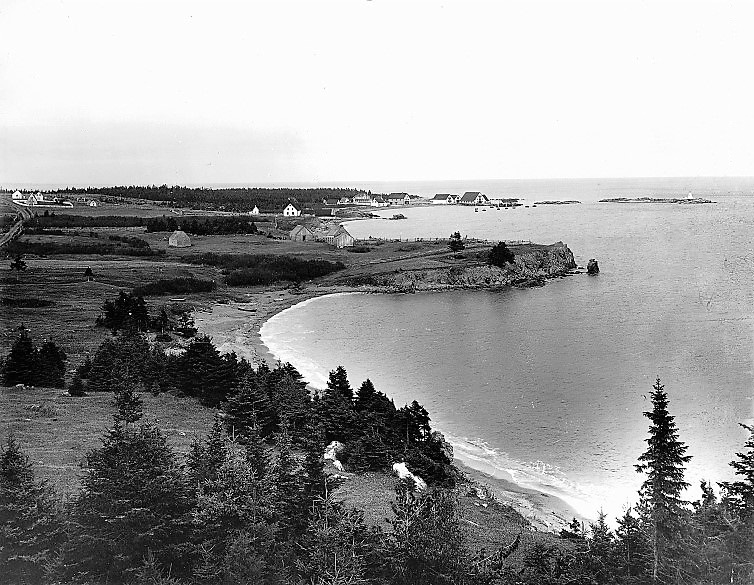
Pointe de Newport (Gaspésie), vers 1900.

Les villageois isolés de Newport voyageaient rarement et connaissaient bien peu les grandes villes ou la musique moderne. Lawrence Travers, qui jouait un peu de violon, fut le premier et le seul professeur de musique de Mary. Il lui apprit à jouer des instruments de musique traditionnels que l'on retrouvait dans beaucoup de foyers du Québec au tournant du XXe siècle, comme le violon, l'accordéon, l'harmonica, les cuillères et la guimbarde. Ils jouaient surtout des airs et des danses de folklore traditionnel comme les gigues, de mémoire et d'oreille, puisque la famille Travers ne possédait ni tourne-disque, ni piano, ni musique en feuille.
Mary commença à l'âge de 12 ans à jouer dans les veillées et les mariages du village. Son répertoire se constituait de mélodies irlandaises provenant du côté paternel et d'airs folkloriques canadiens-français venant de sa mère, formant ainsi le style unique qui la rendra célèbre. À l'époque, puisqu'elle était plus anglophone que francophone, elle préférait jouer de la musique irlandaise. On la considérait comme une enfant prodige.
En 1907, elle quitta la Gaspésie pour venir s'installer avec sa demi-sœur Mary Ann, qui travaillait comme domestique pour une famille bourgeoise à Montréal. À l'âge de 13 ans, elle devint bonne pour cette même famille montréalaise, afin d'aider ses parents qui vivaient dans la misère en Gaspésie. Elle fait partie des nombreuses jeunes filles issues de milieux modestes qui quittent à l'époque la campagne pour tenter leur chance en ville.
Ce n'est qu'à l'âge de 16 ans, lorsqu'elle se trouva un emploi dans une usine, que la situation économique de ses parents commença à se replacer. Ces derniers vivent mieux depuis que les enfants ont quitté la maison. Mary vit d'un salaire de 15 dollars par semaine et n'a plus à envoyer d'argent en Gaspésie. Elle loue une chambre dans le grenier d'un taudis montréalais et arrondit ses fins de mois en faisant le ménage dans un salon de barbier. Les ouvriers ont des conditions de travail misérables, particulièrement les femmes, qui gagnaient en moyenne la moitié du salaire des hommes. Mary aime la vie en ville et souhaite faire sa vie à Montréal.

### Le mariage et l'exil aux États-Unis

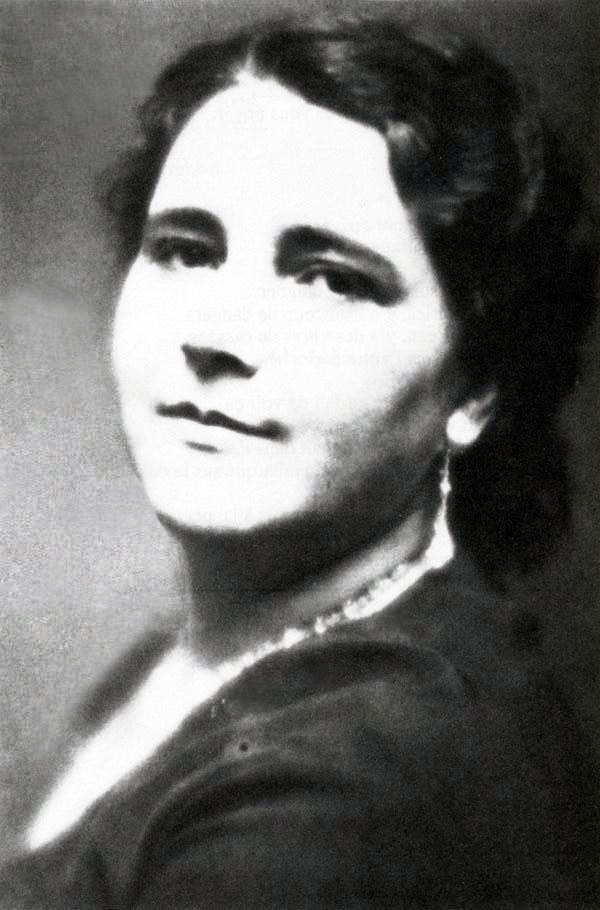
Madame Édouard Bolduc en 1930.

Les activités religieuses étaient très importantes pour Mary. L'église Sacré-Cœur-de-Jésus fut significative dans le parcours de Travers, qui s'impliqua au sein de cette paroisse de quartier: parties de cartes, bazars ou encore soirées de musique traditionnelle. Ces soirées lui permirent de rencontrer Edmond Bolduc, le frère d'Édouard, son futur époux, qui était ouvrier dans une usine de la Dominion Rubber et qui plus tard devint plombier. Ce dernier joue également un peu de musique.
Marie Travers et Édouard Bolduc se marient le 17 août 1914 et Mary prit le nom de Madame Édouard Bolduc. Le couple fit ses voyages de noce à Québec, notamment pour passer du temps auprès de la famille d'Édouard. Ils emménagèrent ensuite dans un petit logement de la rue Beaudry et Mary commença une carrière de couturière. Les conditions de vie furent difficiles, Mary gagnant beaucoup moins bien sa vie en tant que couturière qu'à l'usine.
Édouard fut également en difficulté durant cette période, peinant à joindre les deux bouts avec son maigre salaire d'ouvrier. Il dut se résoudre à apprendre le métier de plombier, car la famille allait bientôt s'agrandir. En effet, bien qu'elle eût de la difficulté avec ses grossesses (elle fait une fausse couche en 1915), Mary réussit finalement à accoucher de trois premiers enfants: Denise (1916), Jeannette (1917) et Roger (1918),.
Dépassée par la misère et marquée par de nouvelles fausses couches et la mort du petit Roger à l'âge de six mois en 1919 puis de Jeannette en 1921, la famille Bolduc conclut qu'elle n'avait plus d'avenir à Montréal. Au printemps 1921, ils vont rejoindre Alice, la sœur d'Édouard, à Springfield, dans l'État du Massachusetts, aux États-Unis. Les Bolduc rejoignent alors 640 000 Canadiens français s'étant exilés en Nouvelle-Angleterre depuis 1860 pour fuir la misère.
Édouard Bolduc n'arriva toutefois pas à trouver un travail stable. Il faut savoir que les villes industrielles de Nouvelle-Angleterre furent également frappées par la crise économique et que les luttes syndicales menèrent à plusieurs fermetures d'usines: les patrons capitalistes préféraient la main-d’œuvre docile du sud des États-Unis,. Pendant ce temps, les Bolduc logeaient toujours chez Alice, la sœur d'Édouard.
Étant donné que la situation ne s'améliorait pas et que Mary tomba enceinte en février 1922, les Bolduc retournèrent à Montréal au printemps de la même année.

### Retour à Montréal et début de carrière
Le retour à Montréal fut quelque peu mouvementé. Alors que les Bolduc devaient trouver un logement et racheter des meubles, Mary fut contrainte de se rendre dans sa région natale de Newport, en Gaspésie: sa mère venait de rendre l'âme à l'âge de 57 ans. La chance finit tout de même par sourire aux Bolduc. La petite famille s'installa dans un logement de la paroisse Saint-Vincent-de-Paul et Édouard trouva un travail chez son ancien employeur, la Dominion Rubber. La situation économique des Bolduc s'améliore et, en 1924, ils emménagèrent dans un logement relativement spacieux et confortable de la rue Dufresne.
Dans les années qui suivirent, en 1924 et 1925, Mary donna naissance à deux autres enfants, Réal et Fernande. La période entre 1924 et 1927 fut marquée par un paisible bonheur pour les Bolduc, bien qu'elle fût ternie par deux fausses couches. Mary assume alors le rôle traditionnel d'une mère au foyer, passant son temps entre l'entretien ménager et l'éducation de ses quatre enfants, qui deviennent naturellement bilingues à son contact. Toujours pieuse, elle mène une vie rythmée par les fêtes religieuses et la tradition canadienne française et irlandaise (notamment à la Saint-Patrick).

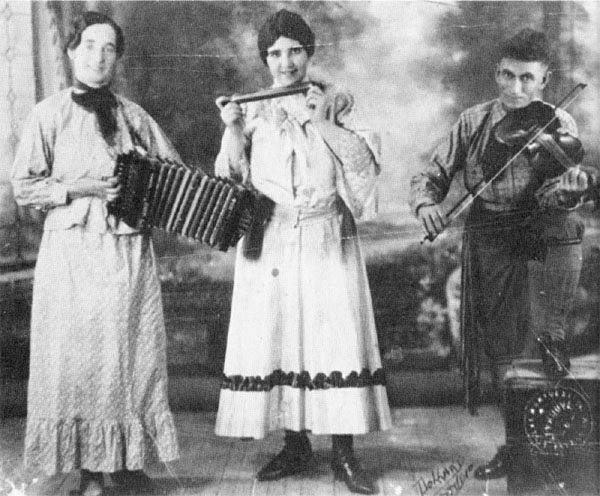
La Bolduc en 1928, entourée d'autres musiciens.

Mary recommença à jouer du violon, de l'harmonica, de l'accordéon et de la guimbarde dans des veillées de musiciens et des soirées entre amis mais, étant autodidacte, elle n'envisage pas une réelle carrière de musicienne. Elle chantait et accompagnait d'autres musiciens dans des soirées afin d'aider sa famille et son époux à passer à travers la crise. Elle ne composait pas encore à l'époque. Ce revenu fut d'autant plus crucial lorsque son mari perdit son emploi après une opération dentaire qui tourne mal. On dit à l'époque de Mary Travers qu'elle était aussi bonne que l'harmoniciste Henri Lacroix.
Un jour, Mary apprit que le musicien qui jouait habituellement quelques fois par année dans les Veillées du bon vieux temps, instituées par Conrad Gauthier, était malade. On lui demanda alors de le remplacer jusqu'à ce qu'il aille mieux. Au début, elle accompagnait d'autres artistes tels le chanteur Ovila Légaré, Juliette Petrie et Alfred Montmarquette. C'est d'ailleurs au cours d'une de ces soirées qu'elle interpréta pour la première fois Y'a longtemps que je couche par terre. Elle fut grandement appréciée des auditeurs dans la foule, qui lui réservèrent trois rappels. Elle est devenue par la suite une invitée régulière de ces soirées et on réclamait désormais Mme Bolduc pour ses chansons comiques. Les choses commençaient bien pour Mary, mais les profits n'étaient pas assez élevés pour nourrir une famille. En attendant le succès, elle recommença à faire de la couture.
La carrière professionnelle de Mary Travers ne s'amorça véritablement qu'en 1928, lors de soirées au Monument-National, l'un des plus anciens théâtres de Montréal (situé sur le boulevard Saint-Laurent). Le 25 novembre 1928, alors âgée de 34 ans, elle s'y rendit à l'occasion du spectacle de la Sainte-Catherine et participa ensuite à une émission de radio au poste CKAC. Accompagnant la troupe de Conrad Gauthier, l'émission lui donna l'occasion de passer pour la toute première fois à la radio, jouant les principaux airs qu'elle interprète durant ses spectacles. Un avenir prospère venait de commencer pour celle qu'on appellerait bientôt La Bolduc.

### La vie d'artiste célèbre

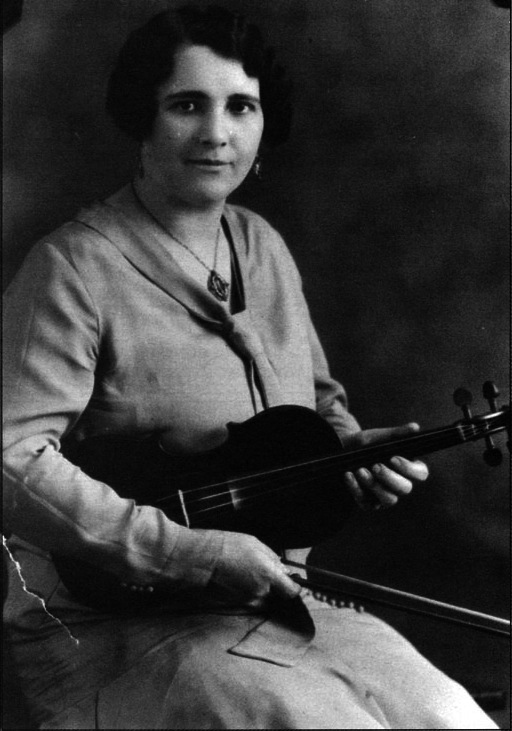
Vers 1930.

Après son passage à la radio, Mary Travers se dédia plus sérieusement à la musique en commençant à répéter sur une base régulière. À la fin de l'année 1928, elle commença à composer, en improvisant avec son violon et sa musique à bouche. Mary inaugura aussi des soirées musicales en famille qui se transforment en « véritables concerts de musique traditionnelle ».
Les grandes vedettes de cette époque étaient fort impressionnées du talent de Mary. Roméo Beaudry, directeur de la maison de disque Starr, lui propose alors un contrat d'enregistrement pour cinq disques. Pour son premier disque, elle se rendit en studio pour enregistrer deux chansons accompagnée par Médor Levert à la guitare : Y'a longtemps que je couche par terre, une chanson traditionnelle qu'elle chantait souvent, et La Gaspésienne. À sa sortie dans les magasins, son premier projet n'eut pas de succès. Mais Beaudry continuera de lui faire confiance malgré des ventes mitigées jusque-là. Mary enregistrera tout de même des airs traditionnels à l'harmonica, mais aucune chanson (à l'exception de Quand on s'est vu, dont la voix masculine reste inconnue à ce jour).

C'est le 6 décembre 1929 que débute sa grande période de succès. Sur son troisième disque (ou quatrième, selon les sources — voir discographie), on retrouvait l'une de ses compositions, La Cuisinière, qu'elle avait composée en faisant la cuisine ainsi que Johnny Monfarleau, l'adaptation d'une chanson folklorique anglaise (Johnny McFellow). Chez Archambault Musique sur la rue Sainte-Catherine à Montréal, on faisait la file pour obtenir un exemplaire du 78 tours. Ils en vendirent 10 000 lors du premier mois. C'est à partir de ce moment que Mary Travers devint rapidement la chanteuse la plus populaire du Québec. Son ascension fait d'elle la première femme Québécoise à gagner sa vie en tant que chanteuse, autrice, compositrice et interprète.

« ...ces chansons se démarquent grâce au turlutage qui leur donne un petit air nouveau et à l'interprétation enjouée de Mary. Le rythme est vif, l'anecdote amusante, parfois à la limite du grivois et le tout respire une saine joie de vivre. En ces temps de début de crise économique, le « peuple » accueille ses chansons comme un baume. »

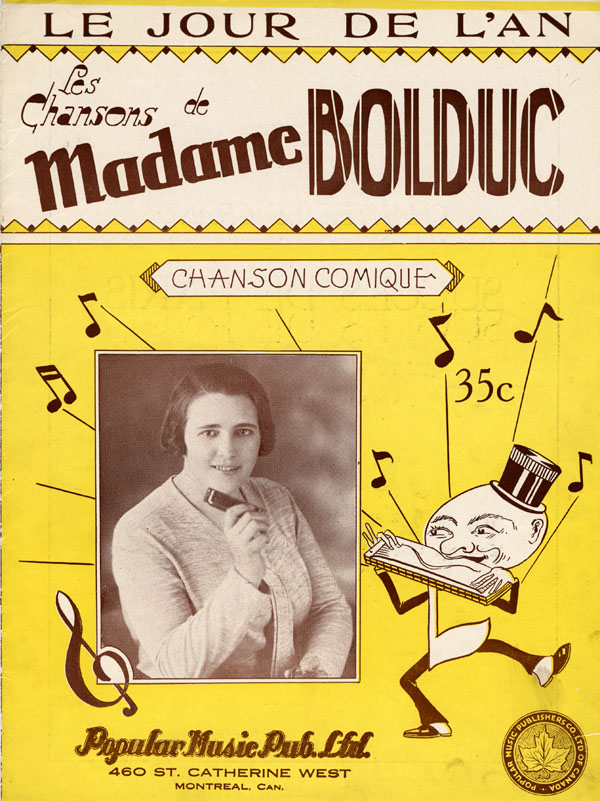
Première page du cahier de la musique Chansons comiques.

Après ce vif succès et sous la demande de Roméo Beaudry, Mary décida qu'elle allait enregistrer un nouveau disque tous les mois, ce qui rapporterait beaucoup d'argent à la famille. Comme à l'habitude, elle composait ses airs dans la cuisine. Dans ses chansons, Mary s'inspirait du folklore qu'elle connaissait et des souvenirs de son enfance ; on y retrouvait des situations et des personnages comiques pour faire rire les gens. Elle décida même de turluter — « chanter sans paroles en répétant un motif sonore sur un rythme rapide et comme si les sons roulaient dans la gorge, à la façon d'une rengaine » — dans ses chansons. Ses textes traitaient d'anecdotes drôles. En pleine crise économique, les gens du peuple appréciaient beaucoup la musique de La Bolduc, comme le souligne son biographe David Lonergan:
Sa fille Denise, alors âgée de 13-14 ans, demanda à sa mère de pouvoir l'accompagner au piano sur ses disques: elle n'était pas intéressée par l'usine et, depuis toujours, elle fut celle qui aida Mary à répéter. Son premier enregistrement avec sa mère eut lieu le 14 mai 1930, avec les chansons La Morue et Fricassez-vous. Si les airs étaient toujours puisés dans le répertoire folklorique, Mary Travers commença également à lire divers articles de journaux en guise de source d'inspiration et afin de se démarquer des autres chanteuses de l'époque.
Peu à peu, elle commença à être reconnue dans son quartier alors que les haut-parleurs de la rue Saint-Hubert diffusaient ses chansons. Les gens l'abordaient à la fois pour la féliciter et pour se confier à propos des embuches du quotidien. Dans le contexte du krach boursier de 1929, le taux de chômage était passé de 4% en 1929 à 17% en 1930… Ces embuches, grâce aux revenus de Mary, la famille Bolduc les connaissait de moins en moins. Ils achetèrent même une voiture Dodge neuve d'une valeur de 1200 dollars, qu'ils payent comptant. Bien qu'Édouard Bolduc se sentît de nouveau apte à travailler, il se heurta aux mises à pied. Il se retrouva dans une situation inconfortable pour l'époque, alors que c'est sa femme qui assurait les revenus du foyer.
L'année 1930 fut celle où elle enregistra le plus de disques et de chansons (notamment Les Maringouins, Fin-Fin Bigaouette, Ça va venir, découragez-vous pas ou encore L'R-100),,. Ce fut également une année chargée de projets tels que des émissions de radio et des soirées dans Les Feux follets, au Monument-National, où elle joua pour la première fois un rôle de comédienne. Elle participa également à la soirée de la Sainte-Catherine et, entre le 27 octobre et le 12 décembre, elle enregistra onze chansons dont douze en duo avec Ovila Légaré.
Les gens voulaient de plus en plus voir et entendre Mary Bolduc sur scène. Jusqu'à ce jour, Mary n'avait jamais chanté ses mélodies en spectacle, seulement sur disque ou à la radio. « Les Soirées du Bon Vieux Temps » étaient les derniers concerts qu'elle avait donnés en public. Le 25 novembre 1930, elle accepta l'offre qu'elle reçut pour chanter lors d'un bal masqué à Lachute. Vêtue d'une longue robe noire, celle qui se présenterait désormais comme « Madame Édouard Bolduc » fut très bien accueillie par le public, qui connaissait pratiquement toutes les paroles de ses chansons. Forte de son expérience et d'une longue ovation à la fin de son spectacle, Mary décida alors de continuer à chanter ses airs sur scène.
Après son apparition sur scène à Lachute, elle refusa plusieurs autres propositions d'affaires. Elle ne put toutefois pas refuser l'importante somme que lui fut offerte par le Théâtre Arlequin, à Québec, qui lui proposa de chanter du 15 au 21 mars 1931. Mary intégra alors une troupe comique dirigée par Juliette d'Argère, aussi connue sous le nom de Caroline. La Bolduc avait alors pour mandat de chanter entre deux films ou durant les changements de décors des spectacles de la troupe de burlesque, qu'elle finit par intégrer. Le succès est tel que Caroline lui proposa de faire une grande tournée à travers le Québec. La Bolduc accepta et la tournée eut lieu entre le 24 mai et la fin juillet 1931. Mary Bolduc ouvrit un compte à la Banque Canadienne nationale sous son nom de jeune fille: elle gérait désormais ses finances de manière indépendante en tant que « marchande publique ».
Elle continua d'être très active en 1931, maintenant un rythme de production soutenu et participant aux soirées au Monument national. Elle ne bénéficia toutefois pas d'une très grande couverture médiatique, malgré son succès auprès du public, et la maison de disque Starr dut acheter des publicités dans les journaux afin d'annoncer la sortie de nouvelles chansons. Certains journaux critiquent même sa « vulgarité, ses fautes de français et son style campagnard ». N'ayant pas la langue dans sa poche, c'est par la bouche de ses chansons que La Bolduc leur répondit, notamment dans La Chanson du bavard:

« Écoutez mes bons amis la chanson que j'vas vous chanter
C't'à propos du radio je vas tout vous raconter
Il y en a qui prétendent que j'ai la langue paralysée
Et d'autres s'sont imaginé que j'avais l'nerf du cou cassé
Y en a qui sont jaloux y veulent mettre des bois dans les roues
Je vous dis tant que j'vivrai j'dirai toujours « moé » pis « toé »
Je parle comme l'ancien temps j'ai pas honte de mes vieux parents
Pourvu que j'mette pas d'anglais j'nuis pas au bon parler français »

### Les grandes tournées

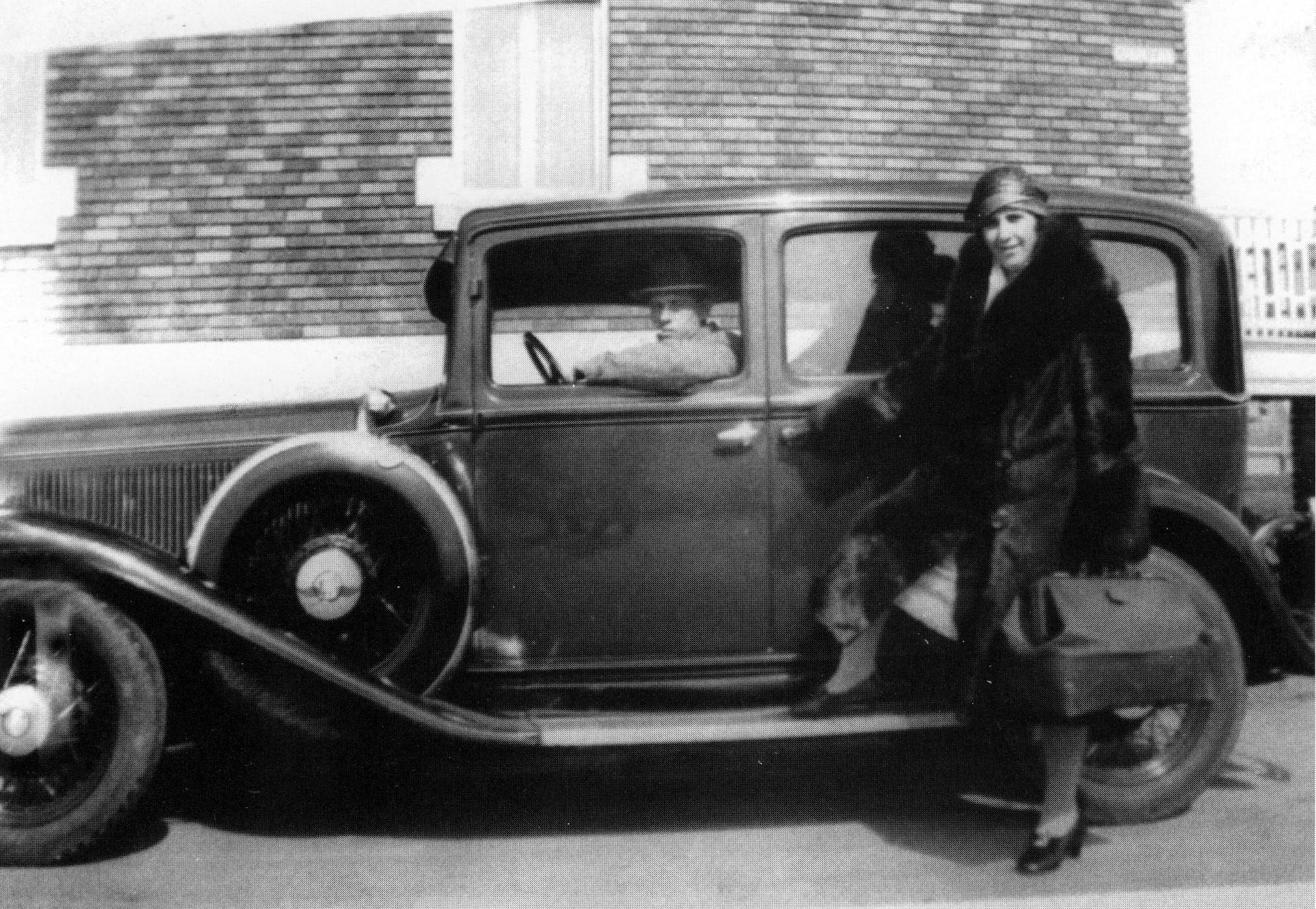
Édouard et Marie Bolduc en tournée avec leur Dodge 31, 1932.

Le 24 mai 1931, La Bolduc entama la tournée prévue avec Caroline et sa troupe. Elle débuta par une représentation au Eden Theatre, à Hull. La troupe parcourra ensuite l'Outaouais avant de rentrer à Montréal, où Mary enregistra deux nouveaux disques. Ils reprirent ensuite la route vers la Côte-Nord, ajoutant de nouvelles représentations tellement ils furent en demande. Malgré le succès, Mary n'arriva pas à apprécier la tournée, étant bousculée par la misère qu'elle observe dans les villages et inquiète pour ses enfants. De plus, à la fin de la tournée, Caroline ne paya pas sa part du coût de la voiture qui servit au transport et Mary fut forcée de payer une somme supplémentaire lorsque le vendeur agit contre elles. Cet épisode laissera un goût amer à La Bolduc, qui devint plus méfiante dans la gestion de ses finances par la suite.
Dès son retour à Montréal, La Bolduc prépara une tournée automnale qui aurait lieu aux alentours de Montréal. En septembre 1931, alors qu'elle retournait au studio pour reprendre les enregistrements, elle fut victime d'un malaise cardiaque. Bien qu'on lui prescrive des médicaments et du repos, elle  alla à l'encontre des conseils médicaux et compléta sa session d'enregistrement en octobre et en novembre de la même année. La « tournée d'automne » fut toutefois réduite à quelques représentations du 14 au 22 décembre.
Au début de l'année 1932, La Bolduc ajouta de nouvelles chansons en anglais à son répertoire mais elles n'obtinrent pas le succès escompté : elle ne correspondait pas assez à la tradition musicale canadienne anglaise et le public canadien français n'avait pas beaucoup d'intérêt pour cette démarche. David Lonergan, son biographe, explique le contexte culturel dans lequel évolua La Bolduc ainsi que les caractéristiques de son public-cible:

« Son auditoire se limite à ceux et celles qui apprécient les chansons comiques ou d'actualité de type folklorique. Dans les villes, les musiques américaine et française dominent la scène musicale. La musique classique jouit également d'une bonne écoute: CKAC diffuse en direct les orchestres symphoniques de Philadelphie et de New-York. Seuls les milieux ruraux et ouvriers s'identifient encore profondément au folklore. »

L'hiver et le printemps 1932 furent plutôt tranquilles et bercés par le « train-train quotidien », La Bolduc dédiant cette période à l'écriture de nouvelles chansons et l'enregistrement de disques. Pendant ce temps, le chômage grimpe en flèche et le gouvernement peine à trouver des solutions pour relancer l'économie. C'est dans ce contexte que La Bolduc écrivit quelques uns de ses textes portant sur la crise que traversaient alors le Québec et le monde (Comme Sans travail ou encore Si les saucisses pouvaient parler),. Elle y commente notamment la misère qui accable les milieux populaires et glisse quelques mots sur les mesures gouvernementales destinées à la pallier,.
Toutefois, à partir de la fin des années 1920, l'industrie du disque s'écroule en Amérique du nord. Aux États-Unis, alors qu'on vendait 110 millions de disques en 1922, on n'en vend plus que 600 000 dix ans plus tard: la tendance est similaire au Canada. Ce phénomène s'explique notamment par la montée en popularité de la télévision et de la radio. Sans surprise, la crise qui débute en 1929 ne fait rien pour arranger la situation. Les compagnies de disque suspendent presque entièrement leurs activités et doivent éventuellement se contenter de vendre le catalogue existant. Pour La Bolduc, qui bénéficiait encore d'une grande popularité, cela signifiait qu'elle passerait moins de temps en studio et plus de temps en tournée.
Mary se remit à offrir des soirées de spectacle à Montréal. Pendant ce temps, elle rassembla une équipe pour les prochaines tournées, la Troupe du Bon Vieux Temps :  sa fille Denise comme pianiste, chanteuse et comédienne, Armand Lacroix, comédien connu sous le nom de Boniface, et le chanteur Jean Grimaldi. Elle désigna Grimaldi comme directeur de tournées. Les spectacles de la troupe, qui répétait dans le salon des Bolduc, comprenaient du  vaudeville américain et du folklore. Les premières tournées furent dans les alentours de Montréal, entre août et décembre 1932. Les spectacles composés de trois numéros comiques étaient présentés dans les églises ou dans les cinémas. Le 20 décembre 1932, elle présenta sur scène ses enfants, Réal et Fernande, avec qui la troupe fit un concert de musique folklorique. Ces petites tournées furent réussies et donnèrent beaucoup d'espoir à La Bolduc. Elle trouve toutefois de plus en plus difficile de conjuguer carrière et famille en même temps.De retour à Montréal, elle participa à quelques spectacles supplémentaires. Épuisée, elle décida de ralentir durant l'été 1933 et consacra son temps à sa famille.
Comme l'automne à Montréal fut pauvre en contrats, La Bolduc envisagea à nouveau à reprendre la route. En 1934, Mary et Henri Rollin, également chanteur et remplaçant de Jean Grimaldi, formèrent une nouvelle troupe pour une tournée en Nouvelle-Angleterre. Se joignirent à eux le comédien, chanteur et pianiste Paul Foucrault, la comédienne Marcelle Briand, le violoniste Philippe Bouchard, l'accordéoniste Albertine Villeneuve et, comme dans les autres groupes, sa fille Denise, qui encore une fois était au piano, chantait et jouait la comédie. Son mari Édouard se joignit également à la tournée en tant qu'accessoiriste. Cette fois-ci, les spectacles comportaient surtout du folklore avec un peu de vaudeville vers la fin des concerts. La tournée fut un triomphe: les salles sont pleines et La Bolduc ne peut même pas choisir ses chansons tant les demandes du public se font insistantes.

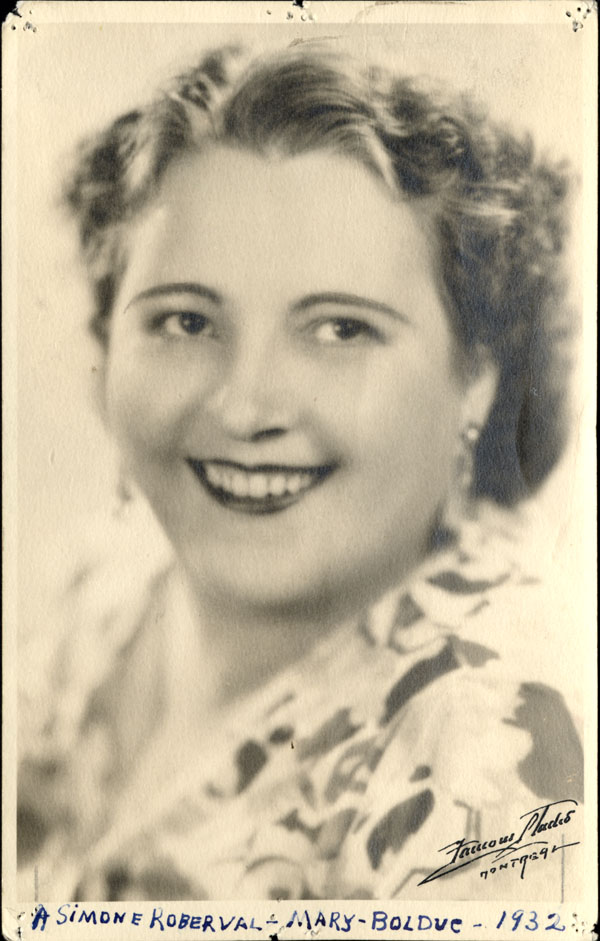
Vers 1932.

L'année 1935 relança la production de disques pour Mary. La compagnie Starr (en) lui demanda d'enregistrer son seul disque au début de l'année 1935. Elle composa une chanson sur les sœurs Dionne et une autre sur la Gaspésie : Les Cinq Jumelles et La Gaspésienne pure laine. Après trois ans sans avoir écrit de chansons, Mary reprit le goût de composer. Elle s'inspira des articles qu'elle lisait dans les journaux, notamment les manchettes du journal La Presse.
À l'automne de cette même année, de nouveau avec Jean Grimaldi, elle planifia une grande tournée dans le nord du Québec, notamment en Abitibi-Témiscamingue, et dans le nord de l'Ontario, aussi loin que Kapuskasing. Cette fois, le groupe était composé d'Armand Lacroix, Simone Roberval et Éliza Garreau comme comédiennes et chanteuses et de Philippe Bouchard (Ti-Pit). Le vaudeville et les chansons faisaient toujours partie des concerts. Le voyage fut riche en péripéties. Alors que la neige abondante surprit la troupe, la route fut ponctuée de crevaisons. Ils arrivèrent toutefois à se rendre jusqu'en Abitibi et les colons leurs réservèrent un accueil triomphal.
L'année suivante, en 1936, La Bolduc enregistra quatre nouveaux disques dont une des chansons, Les Colons canadiens, parle de sa tournée dans le grand nord ontarien. Ces disques se vendent toutefois beaucoup moins bien que les précédents. Outre la crise économique, ces difficultés s'expliquent par le fait que le paysage musical se transforme beaucoup dans les années 1930, comme l'explique David Lonergan:

« ...toute la musique populaire se transforme profondément durant les années d'avant-guerre. La chanson actuelle prend forme. Maurice Chevalier, Tino Rossi, Édith Piaf, Charles Trénet, Léo Marjane et bien d'autres donnent à la chanson française ses lettres de noblesse. Le jazz américain devient mondial. Les ondes québécoises se partagent entre Américains et Français et laissant une toute petite place aux Canadiens français. Et les Canadiens français les plus populaires chantent surtout des adaptations de chansons américaines ou reprennent les succès des Français. Fernand Perron, Jean Lalonde, Fernand Robidoux, Robert L'Herbier, Lucille Dumont, deviennent les grandes idoles des foules. »

Au printemps 1936, La Bolduc décida de repartir en tournée en Nouvelle-Angleterre. Au mois de juin de cette même année, Mary et Grimaldi rassemblèrent la troupe et retournèrent dans le nord avec Tizoune fils (Olivier Guimond), Manda Parent, André Carmel, Colette Ferrier et Denise Bolduc. À l'automne 1936, Édouard décrocha un emploi d'hiver à Baie-Comeau et La Bolduc décida de repartir en tournée en Nouvelle-Angleterre au printemps. En février 1937, elle chanta pour la première fois dans un cabaret montréalais, « L'American Grill ».
En 1937, un nouveau groupe se forma avec Henri Rollin : Armand Lacroix, Simone Roberval, Guy Robert, Juliette Sylvain et Denise Bolduc, plus tard remplacée par Marcel Grondin. Denise ne put participer à cette tournée car elle devait préparer le mariage avec son fiancé, Fred Calvert. Cette fois-ci, la troupe se dirigea vers le bas du fleuve, la Gaspésie et le Saguenay. Pendant cette tournée, en route de Rivière-du-Loup à Cap-Chat, ils eurent un accident, blessant Mary qui fut hospitalisée pour quelques semaines. Pendant sa convalescence, les médecins découvrirent une tumeur maligne. À son retour à la maison, Mary ne retrouva plus l'inspiration pour écrire à cause de sa maladie.

### La maladie et les dernières années
De retour à Montréal, Mary Travers-Bolduc fut opérée à l'hôpital Notre-Dame. Le diagnostic est clair: La Bolduc a le cancer. Le 21 janvier 1938, on tenta, sans succès, de l'opérer une seconde fois afin d'enlever la tumeur. L'opération fut un échec et elle fut redirigée vers l'Institut du Radium, où elle subit des traitements de radiation. Parallèlement à sa lutte contre la maladie, Mary Travers-Bolduc fut également en procès contre Rollin et Bilodeau, les chauffeurs de la voiture, et leurs compagnies d'assurance, qui refusaient de couvrir les frais liés à l'accident. Elle passa donc l'année 1938 entre les traitements de radiation et les passages en cour.
À l'été 1938, elle tente un retour sur scène mais il se déroule mal, son état de santé ne lui permettant pas d'être aussi vive qu'autrefois. Lorsque La Bolduc se sentit mieux après tous ses traitements de radiation en 1939, elle recommença à composer quelques airs et participa à des émissions de radio, notamment à CKAC. Cette année-là, elle enregistra deux derniers disques. Elle continua à écrire sur l'actualité, commentant notamment la Seconde Guerre mondiale et promettant de « faire passer un mauvais quart d'heure » à Hitler (dans Si je pouvais tenir Hitler).
Pendant sa rémission, Jean Grimaldi l'invita à participer à une autre tournée qu'il organisait en Nouvelle-Angleterre de la mi-octobre à la mi-décembre 1939,. Elle accepta volontiers et fit donc partie de la Troupe de Comédie Canadienne avec Olivier Guimond, père, Effie Mack, Manda Parent, Florida Roy, Marcel Dequoy, Lionel Parent et Joseph Caron. Mary revint fatiguée mais heureuse de cette tournée, repartant pour l'Abitibi dès l'été 1940. Rattrapée par la maladie, il s'agira de son dernier tour de piste.

### Mort
À son retour, le cancer aggrava l'état de santé de Mary. Elle n'arrivait plus à contrôler ses gestes mais écrivit tout de même une dernière lettre à sa fille Denise, le 5 février 1941. Elle succomba à la maladie le 20 février, à 46 ans. Malgré son succès auprès des gens, les journaux couvrirent peu son décès.
La Bolduc fut exposée au salon funéraire Provencher et le service funèbre eut lieu le 24 février à l'église Très-Saint-Nom-de-Jésus. Malgré son souhait d'être enterrée à Newport, son mari Édouard décida de la faire enterrer au Cimetière Notre-Dame-des-Neiges de la ville de Montréal, un cimetière où plusieurs autres célébrités et personnalités connues du Québec sont aujourd'hui enterrées.

## Portée sociale

### La Bolduc: entre société traditionnelle et société industrielle
La Bolduc ne fut pas seulement une prolifique auteure-compositrice-interprète. Avec ses chansons, Mary Travers s'est érigée comme l'une des figures de proue de la culture populaire et du « folklore urbain » canadiens français de la première moitié du XXe siècle. Le terme « folklore urbain » rend compte du caractère hybride de l'œuvre de La Bolduc, à cheval entre société traditionnelle et société industrielle:

« La forme folklorique des chansons, par son caractère spontané privé et collectif, est celle qui illustre le mieux les fonctions que la chanson exerce dans les sociétés traditionnelles, tandis que la chanson populaire axée sur le rêve, le divertissement, le culte de la vedette que la publicité fait mousser et jouissant d'une très grande diffusion par le disque et la radio, est la forme de chanson qui caractérise les sociétés fortement industrialisées. À cause de la forme spécifique des chansons de La Bolduc, qui réunissent certaines caractéristiques fondamentales du répertoire folklorique en même temps qu'elles tiennent compte du milieu urbain où elles ont été créées, nous avons choisi de les définir comme expression du folklore urbain. »

Dans sa thèse intitulée Les chansons de "La Bolduc": manifestation de la culture populaire à Montréal (1928-1940) (McGill, 1974), Monique Leclerc met en lumière les caractéristiques folkloriques et traditionnelles de l'œuvre de La Bolduc, qui se retrouvent principalement dans la forme que prennent ses chansons. Selon Leclerc, ces dernières sont caractérisées par une poésie « sobre », « naïve » et « spontanée », simple dans son langage et sa pensée, et dotée d'un « esprit poétique naturel » et d'un « pouvoir d'imagination » propres à l'art folklorique d'expression populaire. Ces chansons, qui empruntent à la tradition orale, sont également, dans leur structure et leur arrangement musical, très proches des œuvres du folklore: une grande emphase sur la rime, une prédominance du couplet comme « unité de base » du texte, une cadence rythmée et une orchestration simple (musique à bouche, guimbarde, piano). Les chansons de La Bolduc rappellent les gigues et les rigodons traditionnels.
Les auteurs antérieurs ou contemporains à l'œuvre de la Bolduc (entre autres Roméo Beaudry, Ovila Légaré, Paul Gury) écrivaient des textes intéressants et de bonne facture pour l'époque, mais doivent leur style à la chansonnette française du moment, quand ce ne sont, purement et simplement, des adaptations de chansons américaines. La « signature » de la Bolduc : les refrains de la plupart de ses chansons sont turlutés et les interludes musicaux sont ponctués à l'harmonica. La turlute, jeu de langue qui ponctue les mélodies et leur donne un rythme particulier, se retrouve dans plusieurs folklores (irlandais, écossais).
En ce qui a trait au fond, l'œuvre de La Bolduc est toutefois profondément enracinée dans son milieu, à savoir la société montréalaise industrialisée des années 1930. Dans ses chansons, elle fait fréquemment référence à l'actualité de l'époque, écrivant notamment sur la prohibition (Les Américains), l'arrivée du dirigeable R-100 en banlieue de Montréal (Toujours l'R-100), le New Deal de Franklin D. Roosevelt (Roosevelt est un peu là), l'élection de Maurice Duplessis (Le Nouveau Gouvernement) ou encore la Seconde Guerre mondiale (La Guerre),. S'adressant avant tout aux Canadiens français, les chansons de l'auteure-compositrice-interprète d'origine gaspésienne offrent en quelque sorte une voix aux masses prolétaires.

### La voix des masses prolétaires
Active de 1928 à 1940, La Bolduc illustre dans ses chansons les conditions de vie et les pratiques culturelles des ouvriers montréalais à l'époque de la Grande dépression. Monique Leclerc souligne que l'œuvre de Mary Travers est porteuse de multiples fonctions sociales au sein de la société industrielle dont elle émerge. Les chansons de La Bolduc, outre leur portée récréative, ont notamment pu servir d'exutoire face aux difficultés des conditions prolétaires et ont traduit les préoccupations des masses populaires à une époque tourmentée.
La thématique du chômage est abordée à plusieurs reprises dans l'œuvre de Travers. Cette dernière ne décrit pas les causes du phénomène mais souligne ses effets dévastateurs sur les classes populaires, notamment en ce qui a trait au coût de la vie ou à l'usage du crédit pour joindre les deux bouts. La Bolduc rend compte du « découragement » qui affecte les chômeurs et encourage ces derniers à maintenir une hygiène et une dignité malgré les conditions de vie difficiles.
Travers traite également des mesures gouvernementales destinées à soulager la misère des chômeurs québécois (Le secours direct), encourage les patrons afin qu'ils embauchent des Canadiens plutôt que des « immigrés » (L'ouvrage aux Canadiens), déplore que le crédit soit refusé aux chômeurs (La grocerie du coin) et recommande aux populations rurales de rester en campagne afin d'éviter la misère urbaine (Nos braves habitants),,.

## Discographie
Les informations discographiques des 78 tours originaux de La Bolduc proviennent du site internet « Disc-O-Québec ». Les enregistrements cités sont uniquement quand Mme Bolduc est citée, même s'il est connu qu'elle a participé à plusieurs autres enregistrements de façon anonyme comme musicienne. Les titres sont tels ils étaient écrits sur ces 78 tours originaux. Certains furent réédités sous « Apex Français - autrefois disques Starr » car l'entreprise change de nom pour Apex Français.

Les chansons de La Bolduc enregistées chez Starr à Montréal
Année - Face A / Face B - Label - No de label 
- 1929 - Y'a longtemps que je couche par terre / La gaspésienne - Starr - 15591
- 1929 - Gendre et belle-mère / Quand on s'est vu - Starr - 15618
- 1929 - Valse Denise / Reel de la goëlette - Starr - 15661
- 1929 - La cuisinière / Johnny Monfarleau - Starr - 15665
- 1930 - La servante / Regardez donc mouman - Starr - 15679
- 1930 - Arthimise marie le bedeau / Tourne ma roulette - Starr - 15682
- 1930 - Reel Balmoral / Marche du siffleur (avec Alfred Montmarquette) - Starr - 15692
- 1930 - Le bonhomme et la bonne femme / Si vous avez une fille qui veut se marier - Starr - 15700
- 1930 - Reel comique / Galope des pompiers (avec Alfred Montmarquette) - Starr - 15702
- 1930 - Le joueur de violon / Ton amour, ma Catherine - Starr - 15712
- 1930 - Gigue des commères / Fantaisie écossaise (avec Alfred Montmarquette) - Starr - 15719
- 1930 - Fricassez-vous / La morue - Starr - 15720
- 1930 - Reel turluté / Valse turlutée - Starr - 15721
- 1930 - La clog à Tizef Parent / Reel des barbouillés (avec Alfred Montmarquette) - Starr - 15722
- 1930 - Mon vieux est jaloux / La pitoune - Starr - 15730
- 1930 - Un petit bonhomme avec un nez pointu / Chez ma tante Gervais - Starr - 15733
- 1930 - Toujours "L'R-100" / Les maringouins - Starr - 15751
- 1930 - Ça va venir découragez-vous pas / Fin fin Bigaouette - Starr - 15761
- 1930 - La bastringue / Mademoiselle, dites-moi donc (avec Ovila Légaré) - Starr - 15765
- 1930 - Les agents d'assurance / Rouge carotte - Starr - 15770
- 1930 - Le Jour de l'An / Le bas de Noël - Starr - 15771
- 1930 - La grocerie du coin / Le propriétaire - Starr - 15780
- 1931 - Fêtons le mardi gras / Un vieux garçon gêné - Starr - 15790
- 1931 - Les filles de campagne / Nos braves habitants - Starr - 15795
- 1931 - Le sauvage du Nord / Jean-Baptiste Beaufouette - Starr - 15800
- 1931 - L'ouvrage aux Canadiens / La chanson du bavard - Starr - 15814
- 1931 - C'est la fille du vieux Roupi / Il va m'faire mourir c'gars-là - Starr - 15822
- 1931 - La Côte Nord / Aux chauffeurs d'automobile - Starr - 15834
- 1931 - Ah! c'qu'il est slow 'Tit Joe / Le commerçant des rues - Starr - 15845
- 1931 - Tit Noir a le mal imaginaire / Chanson de la bourgeoise - Starr - 15850
- 1931 - R'garde-toé 'cas t'as d'l'air / Danse en souliers d'boeufs - Starr - 15854
- 1931 - Bien vite c'est le Jour de l'An / Voilà le Père Noël qui nous arrive - Starr - 15855
- 1932 - J'ai un bouton sur la langue / Rose cherche à se marier - Starr - 15856
- 1932 - Quand j'étais chez mon père / Les femmes - Starr - 15857
- 1932 - L'enfant volé (avec Lucienne Bolduc) / Si les saucisses pouvaient parler - Starr - 15861
- 1932 - Les Policemen / Les Américains - Starr - 15862
- 1932 - En revenant des foins / Les conducteurs de chars - Starr - 15863
- 1932 - Les vacances / Sans travail - Starr - 15864
- 1935 - Les cinq jumelles / La Gaspésienne pure laine - Starr - 15907
- 1936 - Les colons canadiens / La lune de miel - Starr - 15966
- 1936 - Arrête donc, Mary! (avec Jean Grimaldi) / Les médecins - Starr - 15977
- 1936 - Gédéon amateur / Les pompiers de St.-Éloi - Starr - 15978
- 1936 - Les belles mères (avec Zézé) / Quand j'ai vingt ans - Starr - 15993
- 1939 - Tout le monde a la grippe / Le voleur de poule - Starr - 16223
- 1939 - Je m'en vais au marché / Les souffrances de mon accident - Starr - 16226

Rééditions (Starr 78 tours double longueur)
- 1931 - R'garde-toé 'cas t'as d'l'air & Danse en soulier d'boeufs / Florida valse & Valleyfield reel (par Alfred Montmarquette) - Starr - 19021
- 1932 - La clog à Tizef Parent & Reel de Chicoutimi (par Alfred Montmarquette) / Reel de la Rivière du Loup & La belle Catherine (par Isidore Soucy) - Starr - 19045
- 1932 - Reel comique & Galope des pompiers (avec Alfred Montmarquette) / Gigue du petit mousse & Lune de miel - Reel (par Isidore Soucy) - Starr - 19048

## Informations discographiques supplémentaires
(avril 2015).

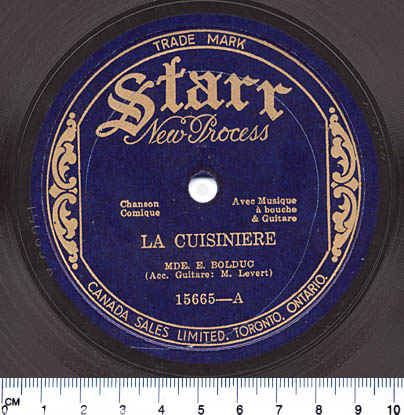
La Cuisinière, disque de La Bolduc (1930).

Durant sa carrière, La Bolduc a enregistré 46 disques (91 titres à l'exception du 92e titre L'Enfant volé interprété par sa fille Lucienne).
Avec les recherches de Robert Thérien pour le compte de la Bibliothèque nationale du Canada (Gramophone  virtuel), plusieurs enregistrements ont refait surface après des années d'oubli. On entend distinctement La Bolduc au service d'Ovila Légaré, Eugène Daigneault, Alfred Montmarquette, tous sous contrat avec Starr, sous la direction artistique de Roméo Beaudry.
La plupart des titres de Madame Bolduc sont des solos avec accompagnement de musique à bouche, guitare, piano, guimbarde et accordéon. En studio, plusieurs pianistes ont vraisemblablement œuvré auprès de Madame Bolduc, dont Léo Le Sieur : sa fille Denise l'accompagnera au piano de 1935 à 1939  Médor Levert à la guitare et Alfred Montmarquette à l'accordéon. En 1930, elle enregistra trois disques avec ce dernier : le 18 mars, le 30 avril et le 20 mai. Avec Ovila Légaré, elle enregistra deux disques, le 27 octobre 1930 et au mois de novembre de la même année dont on ne connaît pas la date précise. Dans les années 1931 et 1932, elle enregistra également des disques avec sa famille : le 7 novembre 1931 à l'occasion de la fête de Noël et le 2 juillet 1932. La première chanson de son trente-sixième disque, L'enfant volé du 6 mai 1932, est chantée par sa fille Lucienne. Quelques années plus tard, le 27 avril 1936, elle enregistra sa chanson Arrête donc Mary avec Jean Grimaldi. Tout son répertoire tourne autour des styles de chansons et folklore comiques et des chansons d'actualité ainsi que quelques vieilles chansons, reels et valses. Certaines d'entre elles, qui traitent des soucis quotidiens des gens ordinaires, étaient considérées trop osées par les stations de radio qui ne les passent pas sur les ondes.
De plus, grâce à l'intervention de Robert Thérien auprès de la Bibliothèque nationale du Canada, nous connaissons mieux le travail de musicienne et de choriste de studio de Madame Bolduc. Par sa voix et son jeu d'harmonica, elle est aisément identifiable. C'était un pan important de son œuvre qui manquait à l'appel.
La discographie suivante a été établie dans le livre de David Lonergan La Bolduc : la vie de Mary Travers (op.cit.) « à partir de celle de Jean-Jacques Schira et de Monique Leclerc, complétée par d'autres sources dont Marie-Blanche Doyon et la collection Bolduc du musée de la Gaspésie ».
Les précisions proviennent des notes du coffret Madame Bolduc : l'œuvre complète publié en 1994 par les Productions Octogone (OCT-501A-2) sous la direction de Michel Picard — collectionneur émérite des disques de La Bolduc — et des notes de Robert Therrien, collectionneur et historien de la chanson québécoise, collaborateur au site de la Bibliothèque Nationale du Canada « Le Gramophone Virtuel ».
Les différents accompagnateurs de Madame Bolduc : 
- A = Médor Levert, guitariste et neveu par alliance de Mary Travers (La Bolduc)
- B = Denise Bolduc, pianiste, fille aînée de Madame Bolduc.
- P = Pianiste inconnu

1929
- 1. 15591  (3744-1: 3747-1) 12 avril : Y'a longtemps que je couche par terre et La Gaspésienne  - A
- 2. 15618  (3880-2: 3881-2) 13 août : Gendre et belle-mère A - et Quand on s'est vu - P
- 3. 15623  (3895 :  3892) 6 septembre : Jim Crow et Ah Ah Ah (???)

D'après Michel Picard, ces enregistrements existent bel et bien, sans le soutien musical de La Bolduc.
On peut entendre les deux titres sur le site « Le Gramophone Virtuel » du gouvernement du Canada.
- 4. 15661  (3930-2: 3992-2) 22 novembre : Valse Denise et Reel de la goélette - P
- 5. 15665  (4012-1: 4013-2) 6 décembre : La Cuisinière et Johnny Monfarleau - A

1930
- 6. 15679  (4104-3: 4116-2) 18 janvier : La Servante et le 15 janvier : Regardez donc mouman - A
- 7. 15682  (4144-2: 4145-1) 29 janvier : Arthémise marie le bedeau et Tourne ma roulette - A
- 8. 15700  (4282-5 : 4306-2 en RÉ, 4248-2 en FA) 11 mars : Le bonhomme et la bonne femme et Si vous avez une fille qui veut se marier

« Le bonhomme et la bonne femme » : Trois prises alternatives disponibles sur le site de la Bibliothèque nationale du Canada « Le gramophone virtuel ». Il est fait mention de cette chanson dans le coffret de 4 CD de Michel Picard, une matrice serait détruite. Pourtant, il est possible d'entendre 4282-5 pour la réédition courante, 4247-1 et une autre matrice du même numéro mais d'une autre interprétation. Madame Bolduc se permet un solo d'harmonica supplémentaire dans une version, une introduction courte et une respiration au milieu d'une des turlutes dans l'autre. Dans la réédition courante (CD ou 33 tours), la chanson est linéaire et bien égale.
« Si vous avez une fille qui veut se marier » : Il est possible d'entendre des prises différentes de celles énumérées ici. Madame Bolduc a enregistré deux versions de cette chanson librement empruntée au folklore, une en FA rééditée en CD à partir de la collection de Michel Picard 1994, Productions Octogone, coffret de 4 disques, l'autre en RÉ, deux prises différentes, dont la première est disponible sur le site de la Bibliothèque nationale du Canada « Le gramophone virtuel », et l'autre est connue depuis l'ère du microsillon (source: 33 tours Carnaval C-505, ou MCA CB 33025) ou différentes rééditions CD libres de droits d'auteur.
- 9. 15702  (4271-2:  4272-2)  18 mars : Reel comique et Galop des pompiers- (avec Alfred Montmarquette, accordéon)
- 10. 15712  (4311-3:  4312-3)  23 avril : Le Joueur de violon et' Ton amour ma Catherine - A
- 11. 15719  (4354-1:  4355-1)  30 avril : Gigue des commères et Fantaisie écossaise (avec Alfred Montmarquette, accordéon)
- 12. 15720  (4378-2:  4380-1)  14 mai : Fricassez-vous et La morue - B
- 13. 15721  (4353-2:  4379-1)  30 avril : Reel turluté et le 14 mai: Valse turlutée - A
- 14. 15722  (4386-1:  4387-2)  20 mai : Clog à Tizef Parent et Reel des barbouillés (avec Alfred Montmarquette, accordéon)
- 15. 15730  (4432-2:  4468-1)  18 juin : Mon vieux est jaloux et  2 juillet La pitoune - B?
- 16. 15733  (4458-2:  4459-1)  27 juin : Un petit bonhomme avec un nez pointu et Chez ma tante Gervais - B
- 17. 15751  (4535-3:  4534-2)  21 août : Toujours l'R-100 et Les maringouins - B
- 18. 15761  (4573-2:  4574-2)  23 septembre : Ça va venir découragez-vous pas et Fin fin Bigaouette - B?
- 19. 15765  (4616-2:  4615-2)  27 octobre : La Bastringue et Mademoiselle dites-moi donc

Prises alternatives 4615-1 et 4616-1 sur le coffret de 4 CD et sur « Le Gramophone Virtuel ».
- 20. 15770  (4629-2:  4648-1)    4 novembre : Les Agents d'assurance et Rouge carotte - B
- 21. 15771  (4649-2:  4651-2)  13 novembre : Le jour de l'an et Le bas de Noël - B(?)
- 22. 15772  (4632-3:  4633-2)  13 novembre : Dans le temps du jour de l'an et Chapleau fait son Jour de l'an

Musicienne accompagnatrice à l'harmonica. Ovila Légaré est l'artiste principal. Madame Bolduc se distingue par son jeu d'harmonica. Elle n'est pas citée sur les étiquettes, peut-être sur les fiches de studio. (Voir « Le gramophone virtuel »).
- 23. 15780  (4701-3:  4709-2)  10 décembre : La Grocerie du coin et le 12 décembre: Le Propriétaire

« Le propriétaire » : Prise ratée 4709-1, publiée en 78 tours en remplacement de matrice ; l'épreuve d'impression figure au nombre des inédits sur le coffret de 4 CD. 
Pour La Grocerie du Coin et pour la seule fois dans sa production discographique, Madame Bolduc s'offre les services d'un siffleur, M. Sam Garfield. Il est possible de l'entendre entre autres sur deux 78 tours Starr du chanteur Albert Marier (adaptations de chansons américaines faites par Roméo Beaudry) : 15698 « Parmi les tulipes en fleurs » et « Parade d'amour » (non cité sur l'étiquette), 15507 « La chanson du coucou » et « Ayez un bon sourire et fermez votre parapluie » (cité sur étiquette). (Voir sur le net sur « Le gramophone virtuel » et sur le site de « Bibliothèque et archives nationales du Québec »).
1931
- 24. 15790  (4761-2:  4762-2) 15 janvier : Fêtons le mardi-gras et Un vieux garçon gêné - B
- 25. 15795  (4788-1:  4787-1)   3 février : Les filles de campagne et Nos braves habitants - B
- 26. 15800  (4872-3:  4873-1) 26 mars : Le Sauvage du nord et Jean-Baptiste Beaufouette - B

Ces deux titres se retrouvent en prises alternatives commercialisées en 78 tours, jamais rééditées depuis leur parution, figurent sur « Le gramophone viruel.
Pour les identifier Signes distinctifs:
« Jean-Baptiste Beaufouette » (4873-2) : C'est assez simple: les refrains ne sont pas interprétés de la même façon. La version retrouvée le plus souvent en réédition commence par « Cran cri cran cri cri cran »...
« Le Sauvage du Nord » (4872-2) : Dernier couplet : les mots varient. La réédition courante laisse entendre : « Si tu veux pas que je te lance / la tête avec une flèche ». Dans la version entendue sur « Le Gramophone virtuel », c'est « Si tu veux pas que je te PERCE / la tête avec une flèche ».
- 27. 15814  (4887-2:   4888-3)   9 avril : La chanson du bavard et L'ouvrage aux Canadiens - B
- 28. 15822  (5062-2:   5061-1)   7 juillet : C'est la fille du vieux Roupi et Il va me faire mourir c'gars-là - B
- 29. 15834  (5063-2:   5064-2)   8 juillet : La Côte Nord et Aux chauffeurs d'automobiles - P (?)
- 30. 15845  (5152-2:   5151-1)   15 septembre : Ah! C'qu'il est slow Tit Joe et Le commerçant des rues - B
- 31. 15850  (5153-2:   5212-2)   8 octobre : Chanson de la bourgeoise et le l8 octobre: Tit Noir a le mal imaginaire - B
- 32. 15854  (5270-1:   5271-1)   6 novembre : R'garde donc c'que t'as d'lair et Danse en souliers de bœufs (J'danse pas la rumba comme à Cuba) - B

Note : ces enregistrements seraient parmi ceux que Madame Bolduc aurait enregistrés selon un nouveau procédé inventé aux pires heures de la crise économique par la firme de disques Starr. Dans le but d'« en donner pour l'argent du client », la compagnie Compo aurait développé un disque « Double Longueur » où les titres présents se seraient retrouvés gravés sur une seule face selon une technique semblable au microsillon mais qui leur confère un son médiocre.
- 33. 15855   (5273-2:   5274-2)  7 novembre : '-Bien vite c'est le jour de l'an et Voilà le père Noël qui nous arrive (avec ses enfants : Denise au piano, Lucienne, Réal et Fernande aux chœurs)

1932
- 34. 15856  (5403-1:   5404-2)  20 janvier : J'ai un bouton sur la langue et Rose cherche à se marier - B
- 35. 15857  (5406-2:   5405-2)  20 janvier : Les Femmes et Quand j'étais chez mon père - B
- 36. 15861  (5744-1:   5744-1)         6 mai : L'Enfant volé chantée par Lucienne Bolduc, sa fille âgée de 12 ans, et le 5 mai : Si les saucisses pouvaient parler - B

« L'Enfant volé » : Cette chanson en est une composée sur l'air de la chanson française « La Légende des flots bleus » (paroles de Raoul Le Peltier et musique d'Henri Christiné et de Paul Dalbret, 1907. Réf. : « Mémoire de la Chanson : 1200 chansons du Moyen Âge à 1919 » réunies par Martin Pénet, éditions Omnibus, 2001) relatant l'enlèvement et le meurtre de l'enfant de l'aviateur Charles Lindbergh. Le texte a souvent été attribué à Madame Bolduc (y compris sur l'étiquette du disque 78 tours). Roméo Beaudry meurt subitement après avoir assisté à la séance d'enregistrement de Madame Bolduc et de sa fille.
- 37. 15862  (5741-1: 5742-2)         5 mai : Les Policemen  - P et Les Américains -B
- 38. 15863  (5839-2: 5840-2)      2 juillet : En revenant des foins et Les Conducteurs de chars (avec sa famille : Denise au piano, Lucienne, Réal et Fernande aux chœurs)
- 39. 15864  (5842-2: 5841-1)      2 juillet : Les Vacances (avec sa famille : Denise au piano, Lucienne, Réal et Fernande aux chœurs) et Sans travail - B

1935
- 40. 15907   (7156-1: 7157-2)       6 mars : Les Cinq Jumelles et La Gaspésienne pure laine - B

1936
- 41. 15966   (7474-2: 7473-1)     20 mars : Les Colons canadiens et La Lune de miel -B
- 42. 15978   (7488-1: 7489-1)      15 avril : Les Pompiers de Saint-Éloi et Gédéon amateur - B
- 43. 15977   (7497-1: 7490-1)      27 avril : Arrête donc Mary (avec Jean Grimaldi) et Les Médecins - B
- 44. 15993   (7644-1: 7645-2)      24 août : Les Belles-mères (avec Zézé - André Carmel) et Quand j'ai vingt ans

1939
- 45. 16223  (8921: 8292)            23 février : Tout le monde a la grippe et Le Voleur de poules - B
- 46. 16226  (9084: 9085)            23 février : Je m'en vais au marché et Les Souffrances de mon accident - B

De ces deux sessions, il existe deux pressages possibles. Les premiers, très rares, sont de meilleure qualité de pressage. Il est possible d'entendre la différence sur le site « Le gramophone virtuel ». Dans le livret rédigé par Michel Picard pour le coffret de 4CD, une indication venant des feuilles de studio précise que des matrices auraient été égarées ou brisées. Pour le disque 16226, le dernier, le catalogue précise : « 9084, Dub of 16226 A; 9085 Dub of 16226 B ».
Des pressages américains furent commercialisés chez Columbia (étiquette verte d'abord, rouge ensuite) à partir des matrices Starr des enregistrements de Madame Bolduc. Ils devaient répondre à une demande du public franco-américain ou à celles des mordus de world music avant l'heure.
Voici les correspondances de numéro - le premier figurant chez Starr, le second chez Columbia.
- 15665-34324 La cuisinière - Johnny Monfarleau
- 15679-34296 La servante - Regardez donc Mouman
- 15682-EU Arthémise marie le bedeau - Tourne ma roulette
- 15700-34340 Le bonhomme et la bonne femme - Si vous avez une fille qui veut se marier
- 15712-EU Le joueur de violon - Ton amour ma Catherine
- 15730-EU Mon vieux est jaloux - La Pitoune
- 15733-34323 Un petit bonhomme avec un nez pointu - Chez ma tante Gervais
- 15761-34321 Ça va venir, découragez-vous pas - Fin Fin Bigaouette
- 15765-34322 La Bastringue - Mademoiselle, dites-moi donc (en duo avec Ovila Légaré)
- 15780-34374 La grocerie du coin - Le propriétaire

Le titre 15700 a été réédité en 45 tours par Compo (Étiquette Starr, fin des années 1950)
Rééditions microsillons 33 tours (liste exhaustive)
APEX
- Volume 1 - ALF 1505
- Volume 2 - ALF 1515

CARNAVAL (Mêmes disques publiés chez MCA Coral)
- La Bolduc chante La Bolduc - C-434 (CB 33015)
- Encore ! Encore ! - La Bolduc - C-464 (CB 33021)
- Le petit sauvage du nord - La Bolduc - C-492 (CB 33024)
- Si vous avez une fille qui veut se marier - C-505 (CB  330..)
- Swing la baquaise et autres chansons - Trame sonore du film de l'Office National du Film - Madame Bolduc C-518 (CB 33025)
- Madame Bolduc - C-450 (CB 33019)
- Fêtons le mardi-gras - Madame Bolduc C-510 (CB 330..)
- La Bolduc - Collection Québécoise 20 grands succès d'hier - MCA Coral CB 37000
- La Bolduc (Réédition chez Philo, États-Unis. Date inconnue)

Au XXIe siècle, environ 100 de ses chansons sont documentées[réf. souhaitée].

## Hommages
- Tout au long de sa carrière, Jeanne-D'Arc Charlebois a perpétué le style et le répertoire de Madame Bolduc qu'elle a fait connaitre également en Europe. Elle a présenté de nombreux récitals de ses chansons, dont un à Montréal en 1984, et a participé au spectacle « Les turluteries » avec André Gagnon, Diane Dufresne et Jim Corcoran au Centre national des arts à Ottawa en 1992.
- Outre Jeanne d'Arc Charlebois, de nombreux autres interprètes ont repris le patrimoine de Madame Bolduc, depuis sa mort en 1941. Nous retrouvons (liste exhaustive) : André Gagnon (l'album Les Turluteries de 1972), Dominique Michel, Marthe Fleurant, le 22e régiment, Lise Lemieux, Florence, Réal Béland et Denise Émond (mieux connu sous leur nom d'artistes « Ti-Gus et Ti-Mousse »), Angèle Arsenault, Normand Miron, Suzanne Valéry, le groupe Suroît, le groupe La Bottine Souriante, Monique Jutras, Angèle Poirier et Jacqueline Barrette (qui l'a incarnée dans le film d'Isabelle Turcotte Madame la Bolduc en 1992).

### Québec et Canada
- Le 20 février 2016, elle est désignée comme « personnage historique » du Québec[102].
- En 1992, le cinéaste d'animation George Geertsen réalise, à l'Office national du film du Canada, le court métrage La Bastringue Madame Bolduc[103].
- Le 6 avril 2018 sort en salle La Bolduc, un film biographique portant sur sa vie de mère et d'artiste. La Bolduc y est interprétée par Debbie Lynch-White.
- En 1994, lors du centième anniversaire de sa naissance, le musée de la Gaspésie a inauguré une exposition sur La Bolduc. Les objets furent une gracieuseté de sa fille Fernande. La collection comprend plusieurs objets personnels utilisés par Mary au cours de sa vie et de sa carrière de musicienne : accessoires de scène, vêtements, bijoux, violon, musique à bouche, guimbarde, affiches de spectacles, contrats d'engagement, coupures de presse, chansons manuscrites, documents photographiques, disques et plusieurs autres[104].

### France
- En France, le groupe de musique Tri Yann lui a emprunté plusieurs chansons au cours de sa carrière : Johnny Monfarleau (album Tri Yann an Naoned), Chanson des commères (album Suite gallaise) et Le Temps du jour de l'an (CD compilation Trilogie[105]).
- En 1994, le groupe de chanteurs français Chanson Plus Bifluorée lui rend un hommage explicite en intégrant dans son répertoire la chanson J'ai un bouton sur le bout d'la langue, interprétée par Michel Puyau, et qu'on retrouvera sur leur album Le Meilleur en public.